# Neukirchen (Monti Metalliferi)
Neukirchen/Erzgebirge (letteralmente: «Neukirchen/Monti Metalliferi»; ufficialmente Neukirchen/Erzgeb.) è un comune di 7 000 abitanti (2020) della Sassonia, in Germania.
Appartiene al circondario dei Monti Metalliferi.

## Geografia antropica
Appartiene al comune di Neukirchen la frazione (Ortsteil) di Adorf.